# Lijst van integralen van irrationale functies
Dit artikel bevat een lijst van integralen van irrationale functies. Integralen zijn het onderwerp van studie van de integraalrekening. De integralen in de lijst hieronder zijn veel voorkomende integralen van een functie onder de wortel. Er wordt van alle integralen de primitieve functie gegeven, maar de integratieconstante is in de uitkomst steeds weggelaten.

## Integralen metr=x2+a2{\displaystyle r={\sqrt {x^{2}+a^{2}}}}
{\displaystyle \int r\ \mathrm {d} x={\tfrac {1}{2}}(xr+a^{2}\ \ln(x+r))}
{\displaystyle \int r^{3}\ \mathrm {d} x={\tfrac {1}{4}}xr^{3}+{\tfrac {3}{8}}a^{2}xr+{\tfrac {3}{8}}a^{4}\ln(x+r)}
{\displaystyle \int r^{5}\ \mathrm {d} x={\tfrac {1}{6}}xr^{5}+{\tfrac {5}{24}}a^{2}xr^{3}+{\tfrac {5}{16}}a^{4}xr+{\tfrac {5}{16}}a^{6}\ln(x+r)}
{\displaystyle \int xr\ \mathrm {d} x={\tfrac {1}{3}}r^{3}}
{\displaystyle \int xr^{3}\ \mathrm {d} x={\tfrac {1}{5}}r^{5}}
{\displaystyle \int xr^{2n+1}\ \mathrm {d} x={\frac {r^{2n+3}}{2n+3}}}
{\displaystyle \int x^{2}r\ \mathrm {d} x={\tfrac {1}{4}}xr^{3}-{\tfrac {1}{8}}a^{2}xr-{\tfrac {1}{8}}a^{4}\ln(x+r)}
{\displaystyle \int x^{2}r^{3}\ \mathrm {d} x={\tfrac {1}{6}}xr^{5}-{\tfrac {1}{24}}a^{2}xr^{3}-{\tfrac {1}{16}}a^{4}xr-{\tfrac {1}{16}}a^{6}\ln(x+r)}
{\displaystyle \int x^{3}r\ \mathrm {d} x={\tfrac {1}{5}}r^{5}-{\tfrac {1}{3}}a^{2}r^{3}}
{\displaystyle \int x^{3}r^{3}\ \mathrm {d} x={\tfrac {1}{7}}r^{7}-{\tfrac {1}{5}}a^{2}r^{5}}
{\displaystyle \int x^{3}r^{2n+1}\ \mathrm {d} x={\frac {r^{2n+5}}{2n+5}}-{\frac {a^{3}r^{2n+3}}{2n+3}}}
{\displaystyle \int x^{4}r\ \mathrm {d} x={\tfrac {1}{6}}x^{3}r^{3}-{\tfrac {1}{8}}a^{2}xr^{3}+{\tfrac {1}{16}}a^{4}xr+{\tfrac {1}{16}}a^{6}\ln(x+r)}
{\displaystyle \int x^{4}r^{3}\ \mathrm {d} x={\tfrac {1}{8}}x^{3}r^{5}-{\tfrac {1}{16}}a^{2}xr^{5}+{\tfrac {1}{64}}a^{4}xr^{3}+{\tfrac {3}{128}}a^{6}xr+{\tfrac {3}{128}}a^{8}\ln(x+r)}
{\displaystyle \int x^{5}r\ \mathrm {d} x={\tfrac {1}{7}}r^{7}-{\tfrac {2}{5}}a^{2}r^{5}+{\tfrac {1}{3}}a^{4}r^{3}}
{\displaystyle \int x^{5}r^{3}\ \mathrm {d} x={\tfrac {1}{9}}r^{9}-{\tfrac {2}{7}}a^{2}r^{7}+{\tfrac {1}{5}}a^{4}r^{5}}
{\displaystyle \int x^{5}r^{2n+1}\ \mathrm {d} x={\frac {r^{2n+7}}{2n+7}}-{\frac {2a^{2}r^{2n+5}}{2n+5}}+{\frac {a^{4}r^{2n+3}}{2n+3}}}
{\displaystyle \int {\frac {r\ \mathrm {d} x}{x}}=r-a\ln \left|{\frac {a+r}{x}}\right|=r-a\ \operatorname {arsinh} {\frac {a}{x}}}
{\displaystyle \int {\frac {r^{3}\ \mathrm {d} x}{x}}={\tfrac {1}{3}}r^{3}+a^{2}r-a^{3}\ln \left|{\frac {a+r}{x}}\right|}
{\displaystyle \int {\frac {r^{5}\ \mathrm {d} x}{x}}={\tfrac {1}{5}}r^{5}+{\tfrac {1}{3}}a^{2}r^{3}+a^{4}r-a^{5}\ln \left|{\frac {a+r}{x}}\right|}
{\displaystyle \int {\frac {r^{7}\ \mathrm {d} x}{x}}={\tfrac {1}{7}}r^{7}+{\tfrac {1}{5}}a^{2}r^{5}+{\tfrac {1}{3}}a^{4}r^{3}+a^{6}r-a^{7}\ln \left|{\frac {a+r}{x}}\right|}
{\displaystyle \int {\frac {\mathrm {d} x}{r}}=\operatorname {arsinh} {\frac {x}{a}}=\ln \left({\frac {x+r}{a}}\right)}
{\displaystyle \int {\frac {\mathrm {d} x}{r^{3}}}={\frac {x}{a^{2}r}}}
{\displaystyle \int {\frac {x\ \ \mathrm {d} x}{r}}=r}
{\displaystyle \int {\frac {x\ \ \mathrm {d} x}{r^{3}}}=-{\frac {1}{r}}}
{\displaystyle \int {\frac {x^{2}\ \mathrm {d} x}{r}}={\tfrac {1}{2}}xr-{\tfrac {1}{2}}a^{2}\ \operatorname {arsinh} {\frac {x}{a}}={\tfrac {1}{2}}xr-{\tfrac {1}{2}}a^{2}\ln \left({\frac {x+r}{a}}\right)}
{\displaystyle \int {\frac {\mathrm {d} x}{xr}}=-{\frac {1}{a}}\ \operatorname {arsinh} {\frac {a}{x}}=-{\frac {1}{a}}\ln \left|{\frac {a+r}{x}}\right|}

## Integralen mets=x2−a2{\displaystyle s={\sqrt {x^{2}-a^{2}}}}
Voor de volgende integralen is {\displaystyle x^{2}>a^{2}}.
{\displaystyle \int s\ \mathrm {d} x={\tfrac {1}{2}}(xs-a^{2}\ln(x+s))}
{\displaystyle \int xs\ \mathrm {d} x={\tfrac {1}{3}}s^{3}}
{\displaystyle \int {\frac {s\ \mathrm {d} x}{x}}=s-a\arccos \left|{\frac {a}{x}}\right|}
{\displaystyle \int {\frac {\mathrm {d} x}{s}}=\int {\frac {\mathrm {d} x}{\sqrt {x^{2}-a^{2}}}}=\ln \left|{\frac {x+s}{a}}\right|}

Houd hier rekening met het feit dat {\displaystyle \ln \left|{\frac {x+s}{a}}\right|=\mathrm {sgn} (x)\ \operatorname {arcosh} \left|{\frac {x}{a}}\right|={\frac {1}{2}}\ln \left({\frac {x+s}{x-s}}\right)}, waarbij alleen naar de positieve waarde moet worden gekeken, namelijk {\displaystyle \operatorname {arcosh} \left|{\frac {x}{a}}\right|}
{\displaystyle \int {\frac {x\ \mathrm {d} x}{s}}=s}
{\displaystyle \int {\frac {x\ \mathrm {d} x}{s^{3}}}=-{\frac {1}{s}}}
{\displaystyle \int {\frac {x\ \mathrm {d} x}{s^{5}}}=-{\frac {1}{3s^{3}}}}
{\displaystyle \int {\frac {x\ \mathrm {d} x}{s^{7}}}=-{\frac {1}{5s^{5}}}}
{\displaystyle \int {\frac {x\ \mathrm {d} x}{s^{2n+1}}}=-{\frac {1}{(2n-1)s^{2n-1}}}}
{\displaystyle \int {\frac {x^{2m}\ \mathrm {d} x}{s^{2n+1}}}=-{\frac {1}{2n-1}}{\frac {x^{2m-1}}{s^{2n-1}}}+{\frac {2m-1}{2n-1}}\int {\frac {x^{2m-2}\ \mathrm {d} x}{s^{2n-1}}}}
{\displaystyle \int {\frac {x^{2}\ \mathrm {d} x}{s}}={\tfrac {1}{2}}xs+{\tfrac {1}{2}}a^{2}\ln \left|{\frac {x+s}{a}}\right|}
{\displaystyle \int {\frac {x^{2}\ \mathrm {d} x}{s^{3}}}=-{\frac {x}{s}}+\ln \left|{\frac {x+s}{a}}\right|}
{\displaystyle \int {\frac {x^{4}\ \mathrm {d} x}{s}}={\tfrac {1}{4}}x^{3}s+{\tfrac {3}{8}}a^{2}xs+{\tfrac {3}{8}}a^{4}\ln \left|{\frac {x+s}{a}}\right|}
{\displaystyle \int {\frac {x^{4}\ \mathrm {d} x}{s^{3}}}={\tfrac {1}{2}}xs-{\frac {a^{2}x}{s}}+{\tfrac {3}{2}}a^{2}\ln \left|{\frac {x+s}{a}}\right|}
{\displaystyle \int {\frac {x^{4}\ \mathrm {d} x}{s^{5}}}=-{\frac {x}{s}}-{\frac {x^{3}}{3s^{3}}}+\ln \left|{\frac {x+s}{a}}\right|}
{\displaystyle \int {\frac {x^{2m}\ \mathrm {d} x}{s^{2n+1}}}=(-1)^{n-m}{\frac {1}{a^{2(n-m)}}}\sum _{i=0}^{n-m-1}{\frac {1}{2(m+i)+1}}{n-m-1 \choose i}{\frac {x^{2(m+i)+1}}{s^{2(m+i)+1}}}\qquad n>m\geq 0}
{\displaystyle \int {\frac {\mathrm {d} x}{s^{3}}}=-{\frac {1}{a^{2}}}{\frac {x}{s}}}
{\displaystyle \int {\frac {\mathrm {d} x}{s^{5}}}={\frac {1}{a^{4}}}\left[{\frac {x}{s}}-{\tfrac {1}{3}}{\frac {x^{3}}{s^{3}}}\right]}
{\displaystyle \int {\frac {\mathrm {d} x}{s^{7}}}=-{\frac {1}{a^{6}}}\left[{\frac {x}{s}}-{\tfrac {2}{3}}{\frac {x^{3}}{s^{3}}}+{\tfrac {1}{5}}{\frac {x^{5}}{s^{5}}}\right]}
{\displaystyle \int {\frac {\mathrm {d} x}{s^{9}}}={\frac {1}{a^{8}}}\left[{\frac {x}{s}}-{\tfrac {3}{3}}{\frac {x^{3}}{s^{3}}}+{\tfrac {3}{5}}{\frac {x^{5}}{s^{5}}}-{\tfrac {1}{7}}{\frac {x^{7}}{s^{7}}}\right]}
{\displaystyle \int {\frac {x^{2}\ \mathrm {d} x}{s^{5}}}=-{\frac {1}{a^{2}}}{\frac {x^{3}}{3s^{3}}}}
{\displaystyle \int {\frac {x^{2}\ \mathrm {d} x}{s^{7}}}={\frac {1}{a^{4}}}\left[{\tfrac {1}{3}}{\frac {x^{3}}{3s^{3}}}-{\tfrac {1}{5}}{\frac {x^{5}}{s^{5}}}\right]}
{\displaystyle \int {\frac {x^{2}\ \mathrm {d} x}{s^{9}}}=-{\frac {1}{a^{6}}}\left[{\tfrac {1}{3}}{\frac {x^{3}}{s^{3}}}-{\tfrac {2}{5}}{\frac {x^{5}}{s^{5}}}+{\tfrac {1}{7}}{\frac {x^{7}}{s^{7}}}\right]}

## Integralen waarbiju=a2−x2{\displaystyle u={\sqrt {a^{2}-x^{2}}}}
{\displaystyle \int u\ \mathrm {d} x={\frac {1}{2}}\left(xu+a^{2}\arcsin {\frac {x}{a}}\right)\qquad |x|\leq |a|}
{\displaystyle \int xu\ \mathrm {d} x=-{\frac {1}{3}}u^{3}\qquad (|x|\leq |a|)}
{\displaystyle \int x^{2}u\ \mathrm {d} x=-{\frac {x}{4}}u^{3}+{\frac {a^{2}}{8}}(xu+a^{2}\arcsin {\frac {x}{a}})\qquad |x|\leq |a|}
{\displaystyle \int {\frac {u\ \mathrm {d} x}{x}}=u-a\ln \left|{\frac {a+u}{x}}\right|\qquad |x|\leq |a|}
{\displaystyle \int {\frac {\mathrm {d} x}{u}}=\arcsin {\frac {x}{a}}\qquad (|x|\leq |a|)}
{\displaystyle \int {\frac {x^{2}\ \mathrm {d} x}{u}}={\frac {1}{2}}\left(-xu+a^{2}\arcsin {\frac {x}{a}}\right)\qquad |x|\leq |a|}
{\displaystyle \int u\ \mathrm {d} x={\frac {1}{2}}\left(xu-\operatorname {sgn} x\ \operatorname {arcosh} \left|{\frac {x}{a}}\right|\right)\qquad {\mbox{voor }}|x|\geq |a|}
{\displaystyle \int {\frac {x}{u}}\ \mathrm {d} x=-u\qquad |x|\leq |a|}

## Integralen waarbijR=ax2+bx+c{\displaystyle R={\sqrt {ax^{2}+bx+c}}}
Neem aan dat {\displaystyle ax^{2}+bx+c} niet kan worden geschreven als de verkorte vorm {\displaystyle (px+q)^{2}}
{\displaystyle \int {\frac {\mathrm {d} x}{R}}={\frac {1}{\sqrt {a}}}\ln \left|2{\sqrt {a}}R+2ax+b\right|\qquad {\mbox{voor }}a>0}
{\displaystyle \int {\frac {\mathrm {d} x}{R}}={\frac {1}{\sqrt {a}}}\ \operatorname {arsinh} {\frac {2ax+b}{\sqrt {4ac-b^{2}}}}\qquad {\mbox{voor }}a>0,\ 4ac-b^{2}>0}
{\displaystyle \int {\frac {\mathrm {d} x}{R}}={\frac {1}{\sqrt {a}}}\ln |2ax+b|\quad {\mbox{voor }}a>0,\ 4ac-b^{2}=0}
{\displaystyle \int {\frac {\mathrm {d} x}{R}}=-{\frac {1}{\sqrt {-a}}}\arcsin {\frac {2ax+b}{\sqrt {b^{2}-4ac}}}\qquad {\mbox{voor }}a<0,\ 4ac-b^{2}<0,\ |2ax+b|<{\sqrt {b^{2}-4ac}}}
{\displaystyle \int {\frac {\mathrm {d} x}{R^{3}}}={\frac {4ax+2b}{(4ac-b^{2})R}}}
{\displaystyle \int {\frac {\mathrm {d} x}{R^{5}}}={\frac {4ax+2b}{3(4ac-b^{2})R}}\left({\frac {1}{R^{2}}}+{\frac {8a}{4ac-b^{2}}}\right)}
{\displaystyle \int {\frac {\mathrm {d} x}{R^{2n+1}}}={\frac {2}{(2n-1)(4ac-b^{2})}}\left({\frac {2ax+b}{R^{2n-1}}}+4a(n-1)\int {\frac {\mathrm {d} x}{R^{2n-1}}}\right)}
{\displaystyle \int {\frac {x}{R}}\ \mathrm {d} x={\frac {R}{a}}-{\frac {b}{2a}}\int {\frac {\mathrm {d} x}{R}}}
{\displaystyle \int {\frac {x}{R^{3}}}\ \mathrm {d} x=-{\frac {2bx+4c}{(4ac-b^{2})R}}}
{\displaystyle \int {\frac {x}{R^{2n+1}}}\ \mathrm {d} x=-{\frac {1}{(2n-1)aR^{2n-1}}}-{\frac {b}{2a}}\int {\frac {\mathrm {d} x}{R^{2n+1}}}}
{\displaystyle \int {\frac {\mathrm {d} x}{xR}}=-{\frac {1}{\sqrt {c}}}\ln \left({\frac {2{\sqrt {c}}R+bx+2c}{x}}\right)}
{\displaystyle \int {\frac {\mathrm {d} x}{xR}}=-{\frac {1}{\sqrt {c}}}\operatorname {arsinh} \left({\frac {bx+2c}{|x|{\sqrt {4ac-b^{2}}}}}\right)}

## Integralen waarbijS=ax+b{\displaystyle S={\sqrt {ax+b}}}
{\displaystyle \int S{\mathrm {d} x}={\frac {2S^{3}}{3a}}}
{\displaystyle \int {\frac {\mathrm {d} x}{S}}={\frac {2S}{a}}}
{\displaystyle \int {\frac {\mathrm {d} x}{xS}}={\begin{cases}{\mbox{voor }}b>0,\quad ax>0\\-{\frac {2}{\sqrt {b}}}\mathrm {artanh} \left({\frac {S}{\sqrt {b}}}\right)&{\mbox{voor }}b>0,\quad ax<0\\{\frac {2}{\sqrt {-b}}}\arctan \left({\frac {S}{\sqrt {-b}}}\right)&{\mbox{voor }}b<0\\\end{cases}}}
{\displaystyle \int {\frac {S}{x}}\ \mathrm {d} x={\begin{cases}2\left(S-{\sqrt {b}}\ \mathrm {arcoth} \left({\frac {S}{\sqrt {b}}}\right)\right)&{\mbox{voor }}b>0,\quad ax>0\\2\left(S-{\sqrt {b}}\ \mathrm {artanh} \left({\frac {S}{\sqrt {b}}}\right)\right)&{\mbox{voor }}b>0,\quad ax<0\\2\left(S-{\sqrt {-b}}\arctan \left({\frac {S}{\sqrt {-b}}}\right)\right)&{\mbox{voor }}b<0\\\end{cases}}}
{\displaystyle \int {\frac {x^{n}}{S}}\ \mathrm {d} x={\frac {2}{a(2n+1)}}\left(x^{n}S-bn\int {\frac {x^{n-1}}{S}}\ \mathrm {d} x\right)}
{\displaystyle \int x^{n}S\ \mathrm {d} x={\frac {2}{a(2n+3)}}\left(x^{n}S^{3}-nb\int x^{n-1}S\ \mathrm {d} x\right)}
{\displaystyle \int {\frac {1}{x^{n}S}}\ \mathrm {d} x=-{\frac {1}{b(n-1)}}\left({\frac {S}{x^{n-1}}}+\left(n-{\frac {3}{2}}\right)a\int {\frac {\mathrm {d} x}{x^{n-1}S}}\right)}